# Wolfsbach (Trebgast)
Wolfsbach (oberfränkisch: Wolds-booch) ist ein Gemeindeteil der Gemeinde Trebgast im Landkreis Kulmbach (Oberfranken, Bayern). Wolfsbach liegt in der Gemarkung Trebgast.

## Geographie
Die Einöde liegt am Wolfsbach, einem linken Zufluss des Weißen Mains. Ein Anliegerweg führt 200 Meter nordöstlich zur Staatsstraße 2182 nördlich von Trebgast. Etwas versetzt zum Anliegerweg führt eine Gemeindeverbindungsstraße nach Feuln.

## Geschichte
Der Ort wurde 1531 erstmals urkundlich erwähnt. Die Sölde mit Badstube hatte ursprünglich keinen eigenen Namen. Ein Besitzer des Anwesens hatte den Familiennamen Waldmann, daher rührt auch die mundartliche Bezeichnung. 1822 wurde das Anwesen erstmals „Wolfsbach“ genannt.
Gegen Ende des 18. Jahrhunderts bestand Wolfsbach aus einem Anwesen. Das Hochgericht übte das bayreuthische Stadtvogteiamt Kulmbach aus. Das Kastenamt Kulmbach war Grundherr der Sölde mit Badstubengerechtigkeit.
Von 1797 bis 1810 unterstand der Ort dem Justiz- und Kammeramt Kulmbach. Mit dem Gemeindeedikt wurde Wolfsbach dem 1811 gebildeten Steuerdistrikt Trebgast und der 1812 gebildeten gleichnamigen Ruralgemeinde zugewiesen.

### Einwohnerentwicklung
| Jahr      | 001818 | 001861 | 001871 | 001885 | 001900 | 001925 | 001950 | 001961 | 001970 | 001987 |
| Einwohner | *      | 4      | 7      | 5      | 6      | 3      | 11     | 6      | 6      | 2      |
| Häuser    | *      |        |        | 1      | 1      | 1      | 1      | 1      |        | 1      |
| Quelle    | [ 8 ]  | [ 11 ] | [ 12 ] | [ 13 ] | [ 14 ] | [ 15 ] | [ 16 ] | [ 17 ] | [ 18 ] | [ 1 ]  |

## Religion
Wolfsbach ist seit der Reformation evangelisch-lutherisch geprägt und nach St. Johannes (Trebgast) gepfarrt.